# Omloop van West-Brabant
Der Omloop van West-Brabant war ein belgisches Eintagesrennen im Straßenradsport. Es wurde von 1961 bis 1988 jährlich in der Nähe von Ganshoren, Region Brüssel-Hauptstadt ausgetragen. 

## Sieger
- 1961  René Vanderveken
- 1962  Joseph Vloeberghs
- 1963  Louis Proost
- 1964  Willy Monty
- 1965  Walter Boucquet
- 1966  Frans Brands
- 1967  Willy Planckaert
- 1968  Walter Boucquet
- 1969  Englebert Opdebeeck
- 1970  Etienne Antheunis
- 1971  Jozef Abelshausen
- 1972  Ronald De Witte
- 1973  Georges Pintens
- 1974  Jozef Abelshausen
- 1975  Dirk Baert
- 1976  Dirk Baert
- 1977  Frans Verbeeck
- 1978  Eddy Vanhaerens
- 1979  André Dierickx
- 1980  Rudy Pevenage
- 1981  Etienne De Wilde
- 1982  Alain De Roo
- 1983  Jan van Houwelingen
- 1984  Marc Moens
- 1985  Ronny Van Holen
- 1986  Franky Van Oyen
- 1987  Jean-Marc Vandenberghe
- 1988  Willem Van Eynde